# Романовка (Челябинская область)
Рома́новка — село в Саткинском районе Челябинской области России. Административный центр Романовского сельского поселения. Рядом с селом находится остановочный пункт 1880 км Южно-Уральской железной дороги на историческом ходу Транссиба.
Через село протекает река Большая Сатка.

## Население
| 2002 | 2010 |
| ---- | ---- |
| 255  | ↗293 |

По данным Всероссийской переписи, в 2010 году численность населения села составляла 293 человека (138 мужчин и 155 женщин).

## Инфраструктура
В селе функционирует общая школа (1 - 9 класс), сельская библиотека, пункт МФЦ и детский сад. Сельский магазин был закрыт в 2024 году. Также, в селе находится сквер Победы..

## Уличная сеть
Уличная сеть села состоит из 7 улиц.